# 차금봉
차금봉(車今奉, 1898년 12월 8일 ~ 1929년 3월 10일)은 일제강점기 한국의 사회주의계열 독립운동가·노동운동가이다. 서울 출신.

## 생애
서울 미동보통학교(渼洞普通學校)를 졸업한 뒤 1917년 용산(龍山) 기관차 화부 견습공으로 일하던 중, 1919년 3.1 운동이 일어나자 노동자들의 독립만세시위를 주도하였다. 그는 식민지 현실의 노동문제에 깊은 관심을 보이면서 1920년 2월 조선노동문제연구회 발기인으로 참가했고, 같은해 3월 김명식·오상근 등과 함께 조선노동공제회(朝鮮勞動共濟會)를 조직하여 교양부 간사를 맡았다. 1922년에는 최상덕 등과 함께 지식인들이 주도하는 조선노동공제회의 쇄신운동을 폈으며, 동년 9월 조선노동공제회 중앙집행위원장이 되었다. 조선금물직공조합·경성신문배달조합 창립을 지도했으며, 1923년 9월에는 조선노농대회 발기인으로 활약했다. 1924년 5월 조선노농총동맹 결성에 주도적 역할을 수행하여 중앙집행위원이 되었으며, 각지의 공장 노동자를 조직하기 위해 활동했다. 1926년 조선공산당에 입당하여 노동운동 단체와 농민운동 단체를 분리하는 정책을 실행시키기 위해 힘썼다.
1927년 비타협 민족주의자와 사회주의자들이 연대하여 결성한 신간회 단체가 결성되자, 1928년에는 신간회(新幹會) 경서(京西)지회 설립을 주도하여 간사를 맡았으며, 한편으로는 조선공산당(朝鮮共産黨) 책임비서 등으로 활동했다. 그는 3·1운동 기념투쟁을 전개하기 위해 조선공산당 일본총국에 지시하여 선전전단 20만장을 도쿄의 동성사에서 인쇄했는데, 우송 도중 서울우편국에서 발각되고 말았다. 1928년 7월 제4차 조선공산당이 발각되는 상황에서 일본으로 건너가 피신했으나 도쿄에서 체포되었다. 국내로 압송당한 뒤 모진 고문에도 굴하지 않고 묵비권을 행사하다가 1929년 3월 서대문형무소에서 옥고를 치르던 중 옥사했다.

## 사후
2005년 대한민국 정부에서 건국훈장 애국장을 추서하였다.